# Economia de mercado de orientação socialista

O Governo do Vietnã está sob a liderança absoluta do Partido Comunista do Vietnã, que estabeleceu o país como um Estado socialista nominal.

A economia de mercado de orientação socialista (em vietnamita:  Kinh tế thị trường định hướng xã hội chủ nghĩa) é o título oficial dado ao atual sistema econômico no Vietnã pelo Partido Comunista no poder. É descrita como uma economia de mercado multissetorial onde o setor estatal desempenha o papel decisivo na direção do desenvolvimento econômico, com o objetivo final de longo prazo de desenvolver o socialismo.
A economia de mercado de orientação socialista é um produto do processo de reformas econômicas Đổi Mới (inovação), que levou à substituição da economia centralmente planejada por uma economia mista de mercado, baseada na predominância da indústria estatal. Essas reformas foram realizadas para permitir que o Vietnã se integrasse à economia global. O termo "orientado para o socialismo" é usado para destacar o fato de que o Vietnã ainda não alcançou o socialismo e está em processo de construção das bases para um futuro sistema socialista. O modelo econômico é semelhante à economia de mercado socialista empregada na China.

## Reformas que levaram ao seu estabelecimento
As reformas econômicas Đổi Mới foram iniciadas pelo Partido Comunista do Vietnã sob Nguyễn Văn Linh em 18 de dezembro de 1986, durante o 6º Congresso Nacional do partido. Essas reformas introduziram um papel maior para as forças de mercado na coordenação da atividade econômica entre empresas e agências governamentais, e permitiram a propriedade privada de pequenas empresas e a criação de uma bolsa de valores para empresas estatais e não-estatais.
As reformas econômicas visavam reestruturar a economia vietnamita, afastando-a do planejamento central do tipo soviético e caminhando em direção a uma economia mista baseada no mercado, com a intenção de ser uma fase de transição no desenvolvimento de uma economia socialista. O objectivo deste sistema económico é melhorar as forças produtivas da economia, desenvolvendo uma base técnica e material sólida para a fundação do socialismo, e permitir que o Vietname se integre melhor na economia mundial.
No início da década de 1990, o Vietname aceitou alguns conselhos de reforma do Banco Mundial para a liberalização do mercado, mas rejeitou os programas de ajustamento estrutural e o financiamento de ajuda condicional que exigia a privatização de empresas estatais.

## Descrição
A economia de mercado de orientação socialista é uma economia de mercadorias multissetorial regulada pelo mercado, consistindo em uma mistura de propriedade privada, coletiva e estatal dos meios de produção. No entanto, o setor estatal e as empresas de propriedade coletiva constituem a espinha dorsal da economia. É semelhante à economia de mercado socialista chinesa, pois muitas formas de propriedade, incluindo empresas cooperativas/coletivas e modelos de propriedade comunal, privada e estatal, coexistem na economia, mas o setor estatal desempenha um papel decisivo.

### Comparado com o modelo chinês
Em contraste com o modelo chinês (chamado de economia de mercado socialista), o sistema vietnamita é mais explicitamente caracterizado como uma economia em transição para o socialismo e não como uma forma de socialismo, com o processo de construção do socialismo visto como um processo de longo prazo. Alegando ser consistente com a teoria marxista, o socialismo é entendido como algo que só emergirá quando as forças produtivas do Vietnã estiverem desenvolvidas a um ponto em que o socialismo se torne uma possibilidade técnica. Como tal, é semelhante à posição chinesa sobre o estágio primário do socialismo.
A economia de mercado socialista do Vietnã compartilha muitas características comuns com a economia de mercado socialista chinesa em suas instituições e políticas, combinando economias fundamentalmente baseadas no mercado com a predominância de empresas estatais, a coexistência de um setor privado vibrante, um sistema político de partido único e a existência de planos econômicos quinquenais. Isso levou economistas do desenvolvimento a considerarem que ambos os países compartilham o mesmo modelo econômico básico.
As diferenças entre esses dois modelos incluem um maior grau de descentralização e autonomia dos governos locais no Vietnã (sendo maior do que em outros Estados desenvolvimentistas do Leste Asiático), com maior redistribuição de renda entre as províncias resultando em um menor coeficiente de Gini. Alguns autores associam esse modelo ao modelo do Leste Asiático de capitalismo de Estado, enquanto outros o associam ao socialismo de mercado. Comum a outros Estados desenvolvimentistas do Leste Asiático, o Vietnã compartilha instituições de apoio mútuo e autoridades públicas ativas com fortes capacidades para implementar planos econômicos de longo prazo.

## Base teórica
O Partido Comunista do Vietnã sustenta que a economia de mercado de orientação socialista é consistente com a visão marxista clássica do desenvolvimento econômico e do materialismo histórico, onde o socialismo só pode emergir quando as condições materiais forem suficientemente desenvolvidas para permitir relações socialistas. O modelo de mercado orientado para o socialismo é visto como um passo fundamental para alcançar o crescimento econômico e a modernização necessários, ao mesmo tempo em que é capaz de coexistir na economia de mercado global contemporânea e se beneficiar do comércio global. O Partido Comunista do Vietnã reafirmou seu compromisso com o desenvolvimento de uma economia socialista com suas reformas Đổi Mới.
Este modelo económico é defendido a partir de uma perspectiva marxista-leninista, que afirma que uma economia socialista planejada só pode emergir após o desenvolvimento inicial da base para o socialismo através do estabelecimento de uma economia de mercado e de uma economia de troca de mercadorias e que o socialismo só emergirá após esta fase ter esgotado a sua necessidade histórica e se transformar gradualmente em socialismo. Os defensores deste modelo argumentam que o sistema económico da União Soviética e dos seus Estados satélites tentou passar de uma economia natural para uma economia planejada por decreto, sem passar pela necessária fase de desenvolvimento da economia de mercado.
Os defensores das economias de mercado socialistas distinguem-se dos socialistas de mercado pela visão do socialismo de mercado de que os mercados são uma característica central do socialismo e que os mercados são o mecanismo mais viável para uma economia socialista.